# Mnezikles
Mnezikles (starogrško Μνησικλῆς; latinsko Mnesicles) je bil antični atenski arhitekt, ki je deloval  sredi  5. st. pr. n. št., v obdobju vladavine Perikleja.
Plutarh (Pericles, 13) ga opredeljuje kot arhitekta Propilej, Periklejevega vhoda na Atensko akropolo.

## Delo
Njegovo najbolj znano delo so Propileje na Atenski akropoli, zgrajene med 437. in 432 pr. n. št. Mnezikles je bil velik inovator s kombinacijo ne le zunanjega dorskega sloga, ampak z izjemnim načinom jonskih stebrov na procesijski poti. Z dvokrilno oblikovanim zapletenim zaporedjem prostorov in vključenimi elementi tempeljske arhitekture je ustvaril povsem novo arhitekturo, ki je vplivala na poznejše sisteme predvsem helenističnega obdobja. Z zapleteno zasnovano obliko vhodnega dostopa je naredil izjemen vzpon na Akropolo, ki je pripeljal do kipa Fidijeve Atene. Promah: po mnenju obiskovalcev je želel v vhodni osi pokazati monumentalno in zlato svetlečo podobo boginje.